# Aleph (system biblioteczny)
Aleph (Automated Library Expandable Program Hebrew University of Jerusalem) – system biblioteczny firmy Ex Libris oparty na silniku Oracle umożliwiający automatyzację obsługi i integrację sieci katalogów bibliotecznych. System Aleph wspiera Unicode, wykorzystuje XML. Ponad 2200 instalacji systemu Aleph funkcjonuje obecnie w bibliotekach i konsorcjach ponad 60 krajów na świecie.
Biblioteki mogą współpracować ze sobą na poziomie centralnego katalogu (kontrola dubletów, wspólne kartoteki haseł wzorcowych), jak i wypożyczalni przy różnych zasadach udostępniania zbiorów (rejestracja czytelników na dwóch poziomach – globalnym i lokalnym).
System posiada polską wersję językową interfejsu i dokumentacji. Działa polski ośrodek wdrożeniowy systemu.

## Architektura systemu
W oparciu o bazę Oracle system oferuje pracę w trybie klient-serwer. Graficzny interfejs użytkownika (GUI) zapewnia użytkownikowi przyjazne środowisko pracy. Własny serwer WWW, umożliwia korzystanie z katalogu spoza biblioteki (wyszukiwanie włącznie z możliwością złożenia zamówienia na dokument lub kserokopię i wglądu do własnego konta czytelniczego). System posiada również własny serwer Z39.50.
System Aleph składa się z trzech głównych warstw:
- Najwyżej położona jest Warstwa Usług i Logiki Prezentacji. Poziom ten obejmuje: interfejs użytkownika, czyli GUI, oraz klientów Z39.50, obsługujących zdalne wyszukiwanie i pobieranie informacji. Dodatkowo może zostać zaimplementowany serwer OCLC, importujący dane bibliograficzne, a serwer SIP-2 może obsługiwać wypożyczenia samoobsługowe.
- Usługi aplikacyjne stanowią środkową warstwę, obsługującą logikę aplikacji (logikę biznesową) i łączącą serwery z interfejsem Wejścia/Wyjścia i poziomem bazodanowym Oracle. Usługi aplikacyjne obejmują poziom API, używany przez system do bezpośredniego dostępu do danych i ich przetwarzania.
- Trzeci, najniżej zlokalizowany jest poziom Oracle – warstwa Usług i Logiki Danych. Oracle jest wykorzystywany przez Aleph od początku istnienia systemu.

Język XML jest obsługiwany przez Aleph od wersji 16, w której raportowanie i wszelkie operacje z użyciem danych wyjściowych są oparte na standardowym szablonie XML Schema. XML jest również stosowany na ekranach informacyjnych GUI.
Ex Libris udostępnia również oprogramowanie X-serwer, umożliwiający zewnętrznym programom bezpośrednią komunikację z Aleph.

## Wdrożenia w Polsce
- Biblioteka Politechniki Białostockiej
- Biblioteka Uniwersytecka im. Jerzego Giedroycia w Białymstoku
- Biblioteka Uniwersytetu Medycznego w Białymstoku
- Biblioteka Śląskiego Uniwersytetu Medycznego w Katowicach,
- Biblioteka Uniwersytetu Jana Kochanowskiego w Kielcach,
- Koszalińska Biblioteka Publiczna,
- Biblioteka Uniwersytetu Warmińsko-Mazurskiego w Olsztynie,
- Biblioteka Uniwersytetu Opolskiego,
- Biblioteka Politechniki Rzeszowskiej,
- Biblioteka Główna Pomorskiego Uniwersytetu Medycznego w Szczecinie,
- Biblioteka Zachodniopomorskiego Uniwersytetu Technologicznego w Szczecinie,
- Książnica Pomorska w Szczecinie,
- Biblioteka Wyższej Szkoły Policji w Szczytnie,
- Biblioteka Główna Politechniki Warszawskiej,
- Biblioteka Szkoły Głównej Gospodarstwa Wiejskiego w Warszawie,
- Biblioteka Uniwersytetu SWPS w Warszawie,
- Biblioteka Główna Warszawskiego Uniwersytetu Medycznego,
- Biblioteka Wojskowa Akademia Techniczna w Warszawie
- Biblioteka Publiczna m.st. Warszawy – Biblioteka Główna Województwa Mazowieckiego,
- Biblioteka Rady Ministrów RP,
- Biblioteka Sejmowa,
- Biblioteka Narodowego Banku Polskiego,
- Centralna Biblioteka Rolnicza,
- Centralna Biblioteka Statystyczna,
- Biblioteka Centralnego Instytutu Ochrony Pracy[4],
- Główna Biblioteka Pracy i Zabezpieczenia Społecznego w Warszawie,
- Dolnośląski Zasób Biblioteczny[5] – koordynowany przez Dolnośląską Bibliotekę Publiczną we Wrocławiu. W ramach projektu przyłączane są kolejne biblioteki powiatowe, gminne, miejskie, grodzkie z wojewódzka dolnośląskiego, przy czym system Aleph zainstalowany jest na centralnym serwerze we Wrocławiu, a bibliotekarze pracują poprzez klienta systemu na swoich stacjach roboczych. Czytelnicy mają możliwość przeszukiwania katalogu swojej biblioteki, bądź katalogu centralnego wszystkich bibliotek biorących udział w projekcie.
- Biblioteka Główna Akademii Wychowania Fizycznego we Wrocławiu,
- Biblioteka Politechniki Wrocławskiej,
- Biblioteka Uniwersytetu Przyrodniczego we Wrocławiu
- Biblioteka Pedagogiczna w Górze[6].